# Nisa (paroliere)
Nisa, pseudonimo di Nicola Salerno (Napoli, 11 marzo 1910 – Milano, 22 maggio 1969), è stato un paroliere e disegnatore italiano.

## Biografia
Dopo essersi trasferito a Milano nella seconda metà degli anni trenta, iniziò la carriera come disegnatore, illustrando spartiti e libri per l'infanzia, dopodiché, assunto lo pseudonimo di "Nisa", iniziò la carriera di paroliere con la quale avrebbe avuto successo per tre decenni, scrivendo, tra i primi brani, soprattutto in collaborazione con Gino Redi: La bambola rosa (1937), Tango del mare (1940), Oi Mari' (1941), Notte e dì (1942) e La strada del bosco (1943).
Nel dopoguerra Nisa assecondò la sua inclinazione per un filone più divertito e il primo brano di successo a provarlo fu Eulalia Torricelli (1946). La canzone narrava in tono scherzoso l'amore sfortunato di una ricca ragazza di Forlì per un tale Giosuè. Nisa trovò anche il modo di citare sé stesso e gli altri autori al termine della canzone, nominandoli come eredi della bella Eulalia: «Un castello lo dà a Nisa, un castello lo dà a Redi, un castello, ma il più bello, al maestro Olivieri lo dà».

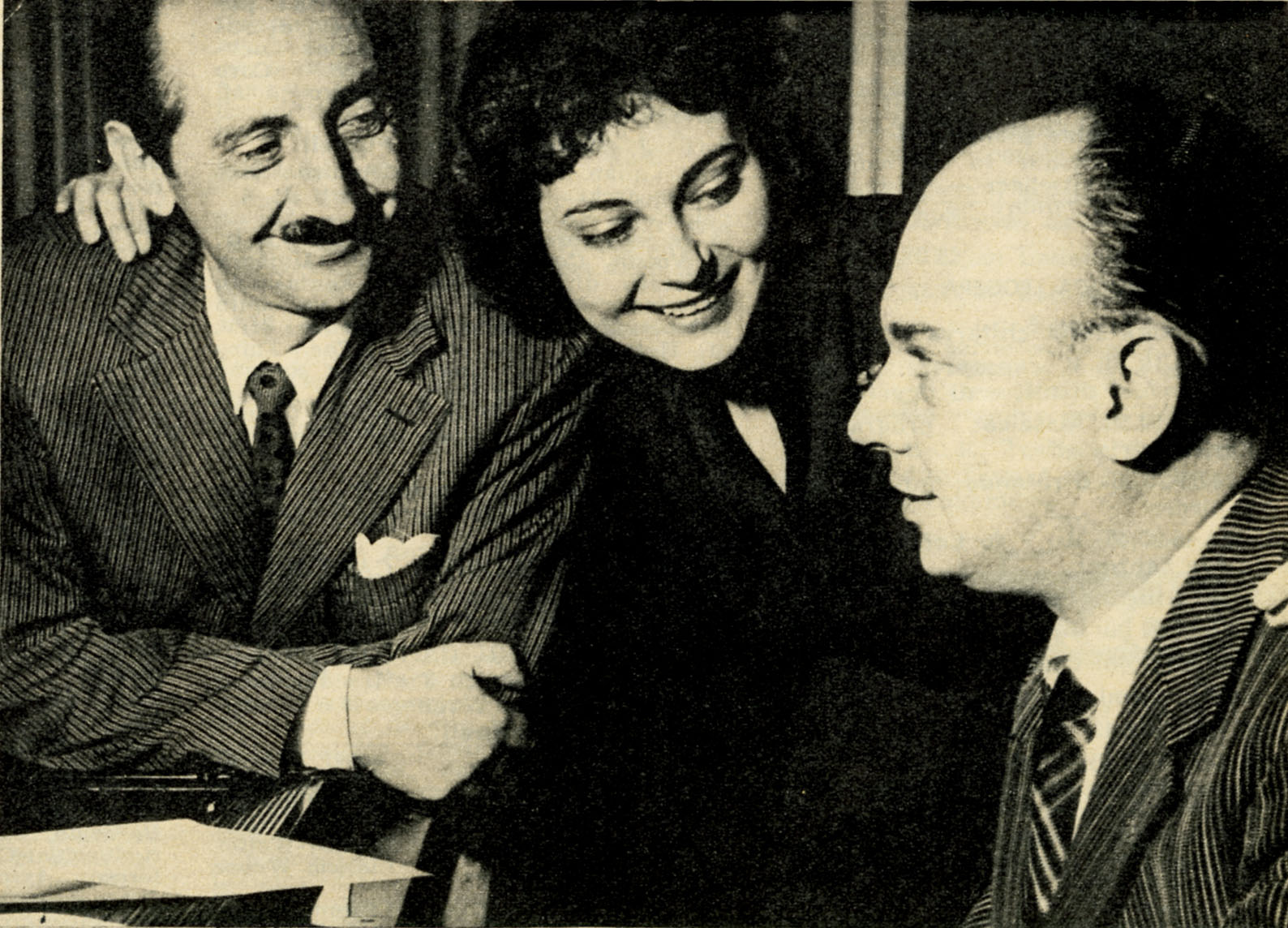
Nisa con Märta Torén e Gino Redi.

Nisa fu anche autore di classici degli anni cinquanta come Acque amare (1953), Tre rundinelle (1954, seconda classificata al Festival di Napoli 1954), Accarezzame (1955) e Guaglione (canzone vincitrice del Festival di Napoli 1956).
Nel 1955 il direttore delle Edizioni musicali Radio Record Ricordi, Mariano Rapetti (il padre di Mogol), propose a Nisa e Renato Carosone una collaborazione in vista di un concorso radiofonico. Nisa si presentò a Carosone con tre testi da musicare, uno dei quali si intitolava Tu vuo' fa' l'americano. Il pezzo ispirò subito Carosone, che si mise a comporre un boogie-woogie al pianoforte. In appena un quarto d'ora nacque una delle canzoni più famose di Carosone, che divenne poi un successo planetario.
Fu l'inizio di una felice e prolifica collaborazione. La loro intesa era perfetta: bastava un piccolo spunto di Carosone, e sulle sue battute Nisa ricamava una storiella divertente e arguta. Tra i brani più famosi ci sono 'O suspiro, Torero, Caravan petrol, Pigliate 'na pastiglia e 'O sarracino.
Nel decennio successivo Nisa ebbe dei grandi trionfi con le partecipazioni a Sanremo di È vero (1960), Non ho l'età (per amarti) (1964; vincitrice del festival e dell'Eurovision Song Contest di Copenaghen) e La musica è finita (1967). Nel 1960 partecipa allo Zecchino d'Oro con il brano Pupazzetti (su musica di Arturo Casadei).
Nisa morì prematuramente il 22 maggio 1969, a 59 anni, nel pieno della sua carriera.
Il figlio Alberto Salerno è a sua volta un noto paroliere e produttore musicale.

## Canzoni scritte da Nisa
- 1937 - La bambola rosa per Crivel (musica di Gino Redi)
- 1939 - Carovaniere per Enzo Di Mola (musica di Gino Redi e Leonardi)
- 1940 - Tango del mare per Oscar Carboni (musica di Gino Redi)
- 1941 - Oi Mari' (musica di Cosimo Di Ceglie)
- 1942 - Mamma bisogna vincere (musica di G. Arconi)
- 1942 - Notte e dì (musica di Gino Redi)
- 1943 - La strada del bosco e Soli soli nella notte per Fuga a due voci (musica di Cesare Andrea Bixio)
- 1946 - Eulalia Torricelli per Gigi Beccaria (musica di Gino Redi e Dino Olivieri)
- 1948 - Bocca nel buio per Miranda Martino (musica di Gino Redi)
- 1952 - Un disco dall'Italia per Gino Latilla (musica di Giovanni D'Anzi)
- 1953 - Pane, amore e fantasia per Enzo Amadori (musica di Cini)
- 1953 - Acque amare per Katyna Ranieri, Carla Boni e Nilla Pizzi (musica di Carlo Alberto Rossi)
- 1954 - Tre rundinelle per Gino Latilla e Franco Ricci (musica di Cesare Andrea Bixio)
- 1954 - Mon pays per Jula de Palma (musica di Carlo Alberto Rossi)
- 1955 - Accarezzame per Teddy Reno (musica di Pino Calvi)
- 1955 - Avventura a Casablanca per Luciano Tajoli e Gino Latilla (musica di Carlo Alberto Rossi)
- 1956 - Guaglione per Aurelio Fierro (musica di Giuseppe Fanciulli)
- 1956 - Tu vuo' fa' l'americano per Renato Carosone (musica di Renato Carosone)
- 1956 - 'O suspiro per Renato Carosone (musica di Renato Carosone)
- 1957 - Passiggiatella per Nino Nipote (musica di Furio Rendine)
- 1957 - Torero per Renato Carosone (musica di Renato Carosone)
- 1958 - 'O sarracino per Renato Carosone (musica di Renato Carosone)
- 1958 - Pigliate 'na pastiglia per Renato Carosone (musica di Renato Carosone)
- 1958 - Come una rondinella per Paolo Sardisco (musica di Gino Redi)
- 1958 - Timida serenata (musica di Gino Redi)
- 1958 - Caravan petrol per Renato Carosone (musica di Renato Carosone)
- 1958 - Nu poco 'e sentimento per Marisa Del Frate (musica di Furio Rendine) dal film Malinconico autunno
- 1958 - Magic Moments per Miranda Martino e Claudio Villa (musica di Burt Bacharach)
- 1959 - La luna e il cowboy per Mina (musica di Vittorio Buffoli)
- 1959 - Serafino campanaro per Adriano Celentano (musica di Mansueto Deponti)
- 1959 - Buon dì per Betty Curtis (musica di Morton Craft)
- 1959 - Giacca rossa (e russetto) per Sergio Bruni (musica di Renato Carosone)
- 1960 - Ue’ ue’... Che femmina per Aurelio Fierro e  Marino Marini (musica di Ugo Calise)
- 1960 - Vorrei baciarti per Don Marino Barreto Junior (musica di Carlo Alberto Rossi e Bruno Zambrini)
- 1960 - È vero per Mina (musica di Umberto Bindi)
- 1960 - Goodbye Maria per Fausto Cigliano (musica di Carlo Donida)
- 1960 - Pupazzetti per Valerio Rosetta (musica di Arturo Casadei)
- 1961 - Giuggiola per Corrado Lojacono
- 1961 - Un dito di gin per Jimmi Caravano (musica di Eugenio Calzia)
- 1962 - Lui andava a cavallo per Gino Bramieri e Aurelio Fierro (musica di Nino Ravasini)
- 1962 - Gondolì, gondolà per Sergio Bruni e Ernesto Bonino (musica di Renato Carosone)
- 1963 - Nera nera per Renato Carosone (musica di Renato Carosone)
- 1963 - Vita mia per Renato Carosone (musica di Renato Carosone)
- 1963 - Camping Love per Renato Carosone (musica di Renato Carosone)
- 1963 - Caino e Abele per Renato Carosone (musica di Renato Carosone)
- 1964 - Non ho l'età (per amarti) per Gigliola Cinquetti (scritta con Mario Panzeri e Gene Colonnello)
- 1964 - Vous permettez Monsieur? per Salvatore Adamo (testo in francese e musica di Salvatore Adamo)
- 1964 - Non voglio nascondermi per Salvatore Adamo (testo in francese e musica di Salvatore Adamo)
- 1964 - Cade la neve per Salvatore Adamo (testo in francese e musica di Salvatore Adamo)
- 1964 - Lascia dire per Salvatore Adamo (testo in francese e musica di Salvatore Adamo)
- 1966 - E voi ballate per Adriano Celentano (musica di N. Ciangherotti)
- 1966 - ‘A pizza per Aurelio Fierro (musica di G. Martelli)
- 1966 - Un ragazzo di strada per I Corvi (musica di Annette Tucker e Nancie Mantz)
- 1967 - Il sole non tramonterà per Caterina Caselli (musica di Crewe e Gaudio)
- 1967 - Sospesa a un filo (in collaborazione con Franco Califano) per I Corvi (musica di Annette Tucker e Nancie Mantz)
- 1967 - La musica è finita per Ornella Vanoni e Mario Guarnera (in collaborazione con Franco Califano, musica di Umberto Bindi e arrangiamento di Gian Franco Intra)
- 1968 - Per vivere per Iva Zanicchi (musica di Umberto Bindi)
- 1969 - Meglio una sera piangere da solo per Mino Reitano e Claudio Villa (in collaborazione con Alberto Salerno, musica di Franco e Mino Reitano)
- 1969 - Una chitarra cento illusioni per Mino Reitano (musica di Franco e Mino Reitano)